# 超級企鵝
《超級企鵝》是一款模仿《超级马里奥兄弟》的遊戲。最初是由Bill Kendrick所開發，現在則由超級企鵝開發小組負責維護。
在這款遊戲中，主角是Linux的吉祥物Tux。遊戲中的大量圖畫是由Ingo Ruhnke所創作，他同時是Pingus的創作者。《超級企鵝》這款遊戲完全使用GPL發行的，這代表別人可隨意由這遊戲製作衍生遊戲，只要該衍生遊戲亦以GPL协议發佈。

## 歷史
在2003年4月，遊戲的首個版本- 0.0.4 正式發佈。而因為Linux Game Tome在2004年3月所作出的表揚和貢獻，所以超級企鵝在2004年5月2日邁向了首個里程碑。
0.1.3 於2005年7月9日正式發佈，包括了一個主要大陸（共26關卡）及兩個次大陸（分別有22個及28個關卡），它們有的是主要开发者製作，有的是此遊戲的支持者所製作的。
在2005年初，超級企鵝的主站由SourceForge移至BerliOS，因為部分團隊的成員認為使用Subversion比使用CVS更好。
在2012年6月19日，超級企鵝移植至Android平台 （页面存档备份，存于）。
在2015年4月11日，推出了0.3.5版，其後的版本更新新聞皆可在官方網站查詢 （页面存档备份，存于）。
此遊戲支持各種不同的平台，如Linux，Windows， Mac OS X，原始碼及相應的安裝檔可於官方網站取得。

## 遊戲內容

### 主畫面

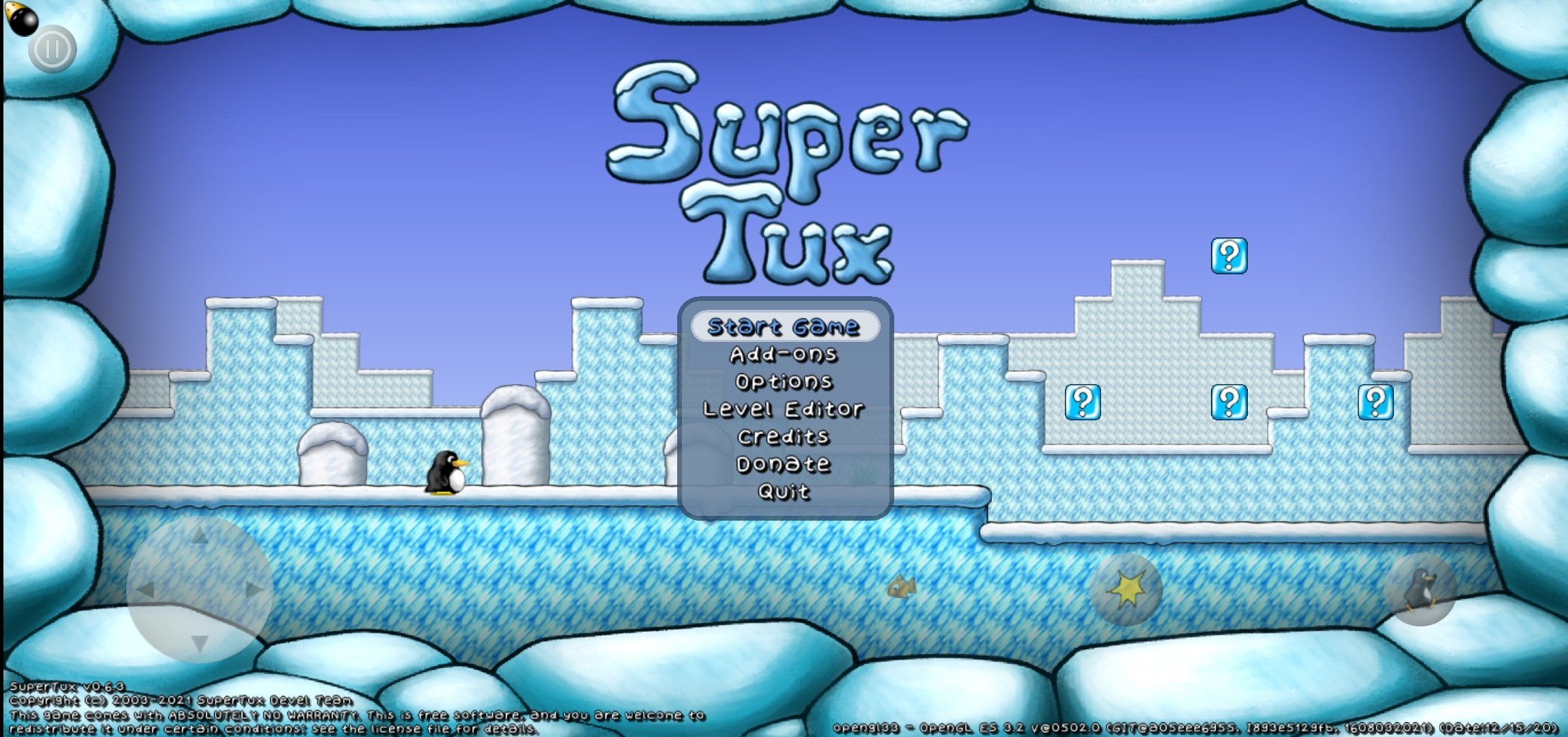
超級企鵝 0.6.3主畫面(Android)

Android版本
Linux版本

### 角色列表

#### 敵人
(以下為0.1.4版本圖片)

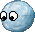
Bouncing Snowball
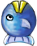
Fish
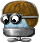
Flying Snowball
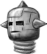
Jumpy
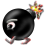
Mr. Bomb
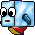
Mr. Ice Block
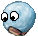
Snowball
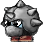
Spiky

## 類似遊戲
- 超级马里奥兄弟
- Secret Maryo Chronicles

## 外部連結
- 超級企鵝官方網站 （页面存档备份，存于） 和 維基页面 （页面存档备份，存于）
- 超級企鵝的計劃網站（用于问题反馈和邮件列表）
- 超級企鵝官方IRC聊天室